# Оверейсел
Оверейсел (нід. Overijssel, нід. ниж.-сакс. Oaveriessel) — провінція на сході Нідерландів. Столиця — Зволле.

## Найбільші міста
Міста з населенням понад 50 тисяч осіб:
| Назва міста | Населення, осіб (2009) |
| ----------- | ---------------------- |
| Енсхеде     | 156071                 |
| Зволле      | 117703                 |
| Девентер    | 97892                  |
| Генгело     | 80925                  |
| Алмело      | 72428                  |
| Гарденберг  | 58650                  |